# Męczennik chrześcijański
Męczennik chrześcijański (z gr. μάρτυς, mártus, łac. martyr: „świadek”) – osoba, która oddała swoje życie za wiarę. Do zaistnienia męczeństwa za Jezusa Chrystusa konieczny jest prześladowca, który zadaje śmierć ze względu na nienawiść do wiary. Prześladowca działa bezpośrednio sam lub zleca tę czynność innej osobie.

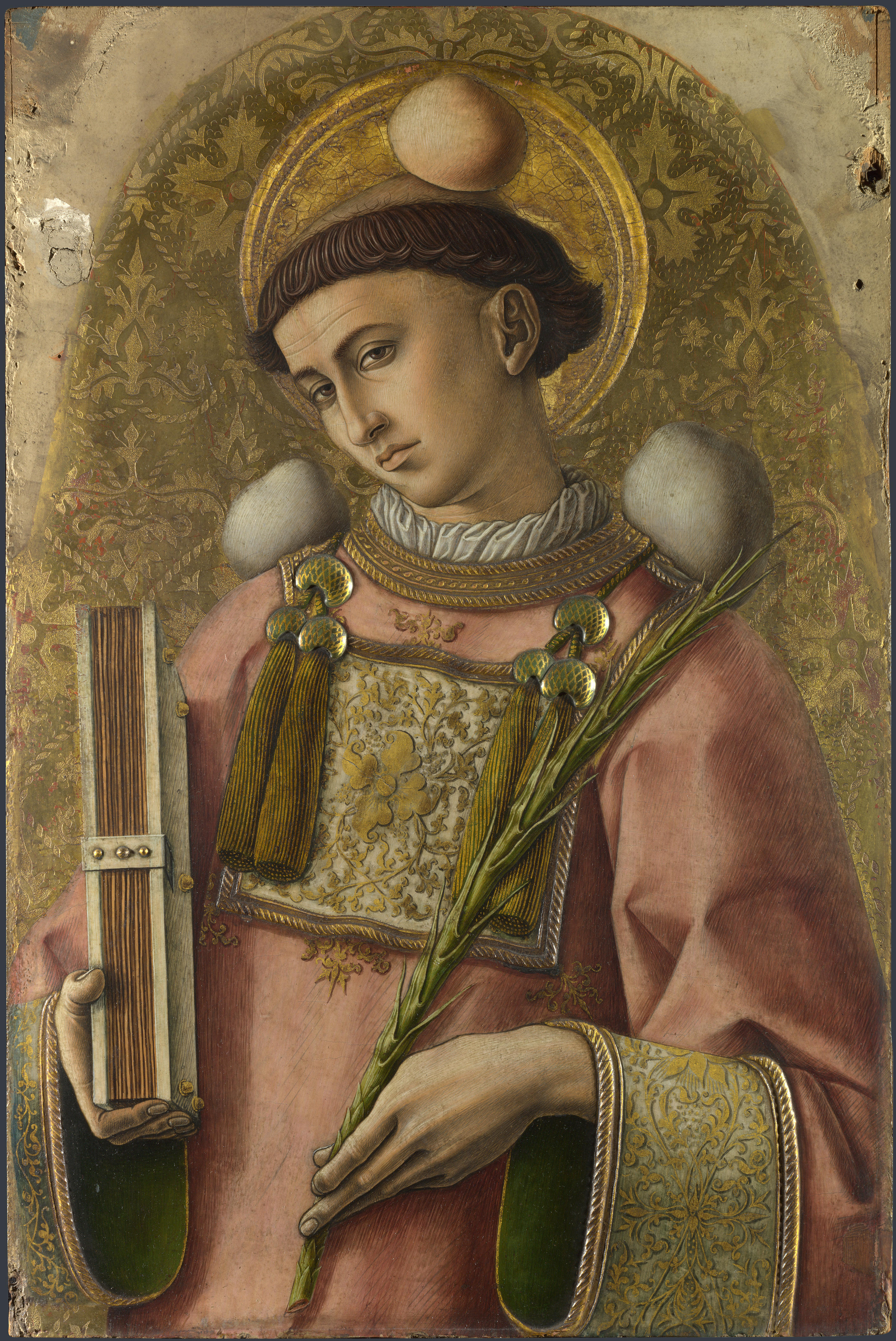
Święty Szczepan (Stefan), pierwszy męczennik chrześcijański (zm.~ok. 36).

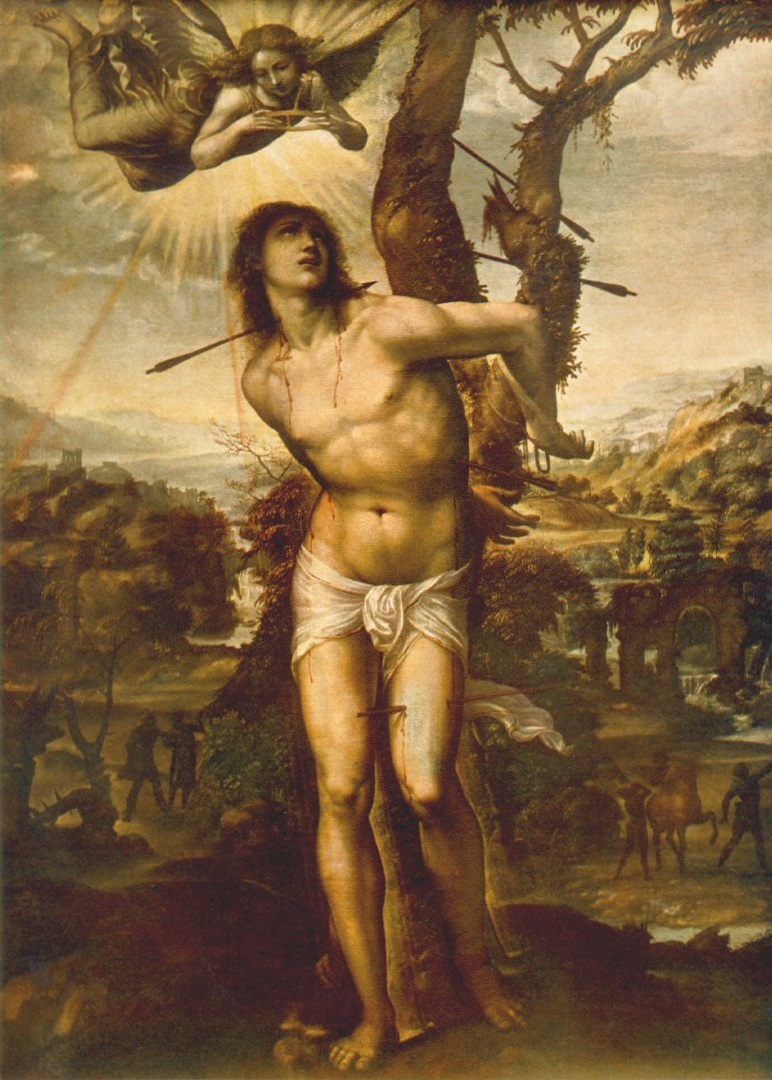
Święty Sebastian męczennik chrześcijański z III w. (obraz z 1525 r.)

## Pojęcie męczennika w chrześcijaństwie[2]

### Prześladowca
O ile tradycyjnie prześladowcą była konkretna osoba, o tyle w czasach współczesnych trudniej wskazać konkretnego prześladowcę męczennika. Jest to coraz częściej tzw. „prześladowca zbiorowy” (gdzie konkretni sprawcy pozostają najczęściej anonimowi), czyli np. europejskie systemy totalitarne (faszyzm, komunizm) i reżimy tzw. „laickie” z Hiszpanii i Meksyku w XX w. (Krzysztof Magallanes Jara i 24 towarzyszy, Trzynastu męczenników meksykańskich).
Prześladowcą mogą być zatem systemy społeczno-polityczne wraz z wrogim religii ustawodawstwem, administracją i sądownictwem. Również terrorystyczna działalność niektórych organizacji wpisuje się w koncepcję zbiorowego prześladowcy (np. Świetlisty Szlak w Peru).

### Śmierć
W koncepcji męczeństwa konieczny jest fakt śmierci fizycznej (rzeczywistej i realnej), a nie tylko śmierci prawnej (utrata
praw cywilnych), czy niezrealizowanej groźby. Dyskusyjna jest śmierć psychologiczna, tj. pozbawienie człowieka zmysłów, władz umysłowych i inne cierpienia fizyczne, bądź duchowe, bez biologicznej utraty życia.
Śmierć może być zadana męczennikowi bezpośrednio (np. ścięcie, rozstrzelanie, powieszenie, podanie trucizny itd.) lub pośrednio (np. na skutek tortur psychicznych i fizycznych, na skutek wyniszczenia organizmu podczas pobytu w obozie koncentracyjnym).
Męczennik musi akceptować fakt zadawania mu śmierci, mieć pozytywną wolę przyjęcia męczeństwa (również implicite) i wytrwania w niej aż do śmierci.

### Przyczyna męczeństwa
Następnym ważnym elementem męczeństwa jest przyczyna, która musi dotyczyć wiary lub określonej cnoty. Prześladowca działa z nienawiści do wiary, do dobrego dzieła lub określonej cnoty (np. dziewictwa). Taka przyczyna ujawnia się w momencie męczeństwa lub też może być wpisana w system ideologiczny.

## Pochodzenie nazwy[3]
Łacińskie słowo martyr (męczennik) pochodzi od greckiego słowa martus (μάρτυς, mártus), czyli świadek. Od łacińskiej nazwy pochodzą współczesne słowa: martyr (ang.), martyr (fr.), martire (wł.), mártir (port.), martor (rum.), mártir (hiszp.) i inne, oraz takie wyrazy jak martyrologia w języku polskim.
Już w pierwszym wieku ery chrześcijańskiej zaczęto powszechnie używać słowa martus w odniesieniu do naocznych świadków, którzy widzieli cuda i inne dokonania Chrystusa. W takim znaczeniu słowo to było używane w odniesieniu do apostołów (Dzieje Apostolskie).
Wkrótce słowem martus zaczęto określać osoby, które chociaż same nie widziały Chrystusa, to jednak niezachwianie wierzyły i były gotowe oddać nawet życie za swoją wiarę. Ponieważ apostołowie również byli za swoją wiarę prześladowani, to słowo martus zaczęło dotyczyć wszystkich osób, które poniosły śmierć męczeńską z powodu wyznawanej wiary.
Od drugiej połowy II wieku osoby prześladowane za wiarę, które jednak pozostały przy życiu, zaczęto określać słowem świadkowie, podczas gdy słowo męczennik dotyczyło wyłącznie osób zmarłych śmiercią męczeńską.
Już w pierwszych wiekach zaczęto ograniczać stosowanie określenia „męczennik” tylko do osób, które pozostały do końca wierne doktrynie ortodoksyjnego Kościoła. „Heretyków” i „schizmatyków”, którzy zginęli z rąk „prawowiernych” chrześcijan, nie nazywano męczennikami, chociaż oni również ponieśli śmierć męczeńską za swoją wiarę. (Tertulian, Cyprian z Kartaginy, Klemens Aleksandryjski i inni).
Jednocześnie zaczęto zakazywać wiernym umyślnego szukania okazji do męczeństwa, np. za pomocą publicznego wyznawania wiary, czy niszczenia posągów bogów, co było w Cesarstwie rzymskim uznawane za zdradę państwa i karane śmiercią. Np. synod w Elvirze (306 r.) odmówił uznawania za męczenników osób, które skazano na śmierć za zniszczenie posągów pogańskich.

## Prześladowania chrześcijan[3]

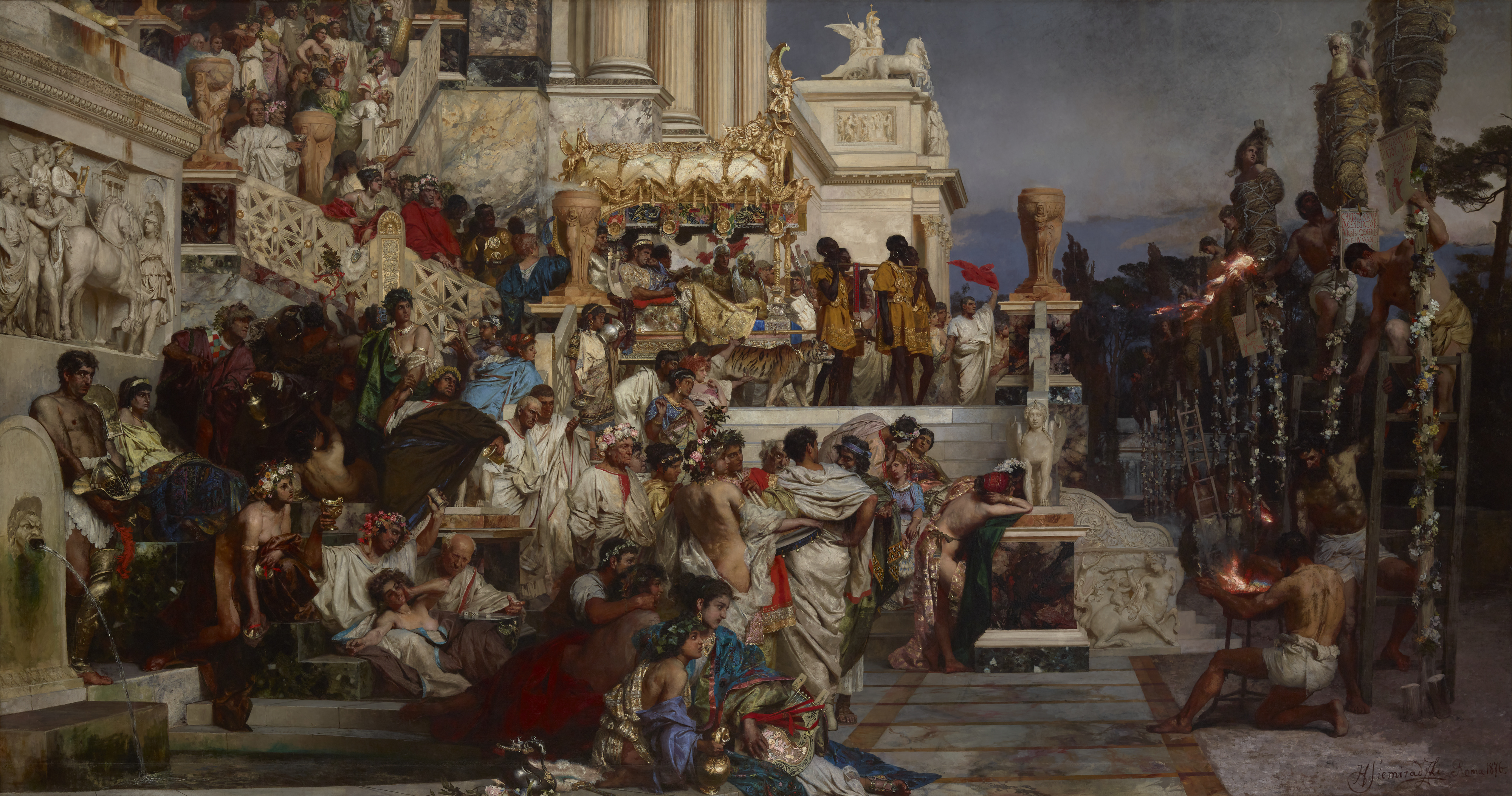
Pochodnie Nerona, autor: Henryk Siemiradzki. W roku 64 spłonął Rzym, o co Neron oskarżył chrześcijan, którzy schwytani zostali przywiązani do pali w ogrodach słynnego Domus Aurea. Na obrazie uchwycone jest oczekiwanie cesarza i jego świty na rozpalenie pochodni z pojmanych męczenników.

Najwięcej chrześcijan ginęło śmiercią męczeńską w okresach prześladowań, organizowanych przez władze rzymskie w I-IV w. Pierwsze prześladowanie chrześcijan miało miejsce w 64 r. za panowania Nerona, chociaż wydaje się, że nie byli oni wówczas dobrze znani władzom jako nowa religia odrębna od judaizmu. Te prześladowania zyskały podstawy prawne w rzymskim prawie karnym od II wieku i trwały aż do 313 r. (edykty tolerancyjne Konstantyna). Ten okres zawierał też dłuższe przerwy w represjach; różni cesarze w różny sposób starali się ograniczyć wpływy chrześcijaństwa, niekiedy bez użycia przemocy.
Szacuje się, że w tym okresie chrześcijanie przeżyli 129 lat prześladowań i około 120 lat relatywnej tolerancji ze strony władz.
W XX w. pojawili się pierwsi męczennicy chrześcijańscy zamordowani przez komunistów lub faszystów, np. ofiary reżimów stalinowskich czy ofiary nazizmu podczas II wojny światowej.
| OŚWIADCZENIE |
| --- |
| 1. Przekonałem się, że Międzynarodowe Stowarzyszenie Badaczy Pisma Świętego głosi fałszywe nauki i pod płaszczykiem religii realizuje cele wymierzone przeciwko państwu. 2. Z tego powodu całkowicie zrywam z tą organizacją i odcinam się od nauk owej sekty. 3. Zapewniam, że nigdy więcej nie będę uczestniczyć w działalności Międzynarodowego Stowarzyszenia Badaczy Pisma Świętego. Natychmiast zgłoszę każdą osobę, która próbowałaby mi przekazywać ich nauki albo w jakikolwiek inny sposób ujawniłaby swe powiązania z Badaczami. Bezzwłocznie dostarczę na najbliższy posterunek policji wszelkie publikacje Badaczy, gdyby takowe nadeszły pod mój adres. 4. W przyszłości będę przestrzegać obowiązujących praw państwowych, zwłaszcza zaś w razie wojny stanę z bronią w ręku w obronie ojczyzny i pod każdym względem będę lojalnym członkiem społeczeństwa mego kraju. 5. Jest mi wiadomo, że gdybym działał(a) wbrew złożonemu dziś oświadczeniu, muszę się liczyć z natychmiastowym powrotem do aresztu prewencyjnego. |

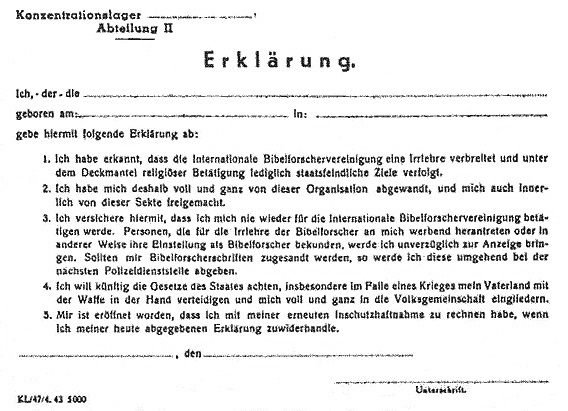
OŚWIADCZENIE
Tekst hitlerowskiego „Oświadczenia” (o wyrzeczeniu się wiary), podawany do podpisu Świadkom Jehowy („lojalka”, od której podpisania lub nie zależało często życie lub śmierć, a prawie zawsze obóz lub więzienie – z reguły nie podpisywana):

W okresie prześladowań Świadków Jehowy w III Rzeszy w latach 1933–1945 na terytorium Niemiec i państw podbitych w trakcie II wojny światowej około 1600 zabito (w tym około 1250 niemieckich Świadków Jehowy). Częstą przyczyną ich egzekucji była odmowa podpisania dokumentu o wyrzeczeniu się wiary. Od przełomu lat 1937/1938 w obozach koncentracyjnych, jako jedyna grupa religijna, zostali oznaczeni odrębnym znakiem – fioletowym trójkątem).
- Podczas wojny domowej w Hiszpanii (1936–1939) republikanie zabili około 7 tys. osób duchownych (13 biskupów, 4200 kapłanów, 2500 zakonników i 300 zakonnic)[12] – stanowiło to ponad 12% ogółu duchowieństwa w kraju.
- W Polsce przykładem takich męczenników są ks. Jerzy Popiełuszko, ks. bp Juliusz Bursche, o. Maksymilian Maria Kolbe i ks. Karol Kulisz. W okresie blisko 40 lat(1950–1989) prześladowań religijnych władz komunistycznych skazały one około 16 000 Świadków Jehowy w Polsce na kary więzienia. W wyniku przesłuchań w latach 1950–1956 śmierć poniosło co najmniej 16 z nich. Do roku 1958 udokumentowano 18 takich przypadków[13][14].

Szacuje się, że do 2010 roku śmiercią męczeńską zginęło 70 mln chrześcijan, z tego w XX wieku 45 mln. W XXI co roku na świecie ginie ponad 100 tys. chrześcijan.

## Kult męczenników[3]
Od początków chrześcijaństwa istniał kult męczenników, np. apostołów św. Piotra i św. Pawła. Nasilił się on za panowania cesarza Nerona. Władze rzymskie najczęściej zgadzały się wydać rodzinie szczątki zmarłego, które następnie były przez chrześcijan otaczane kultem jako „cenniejsze niż złoto lub szlachetne kamienie”(Martyr. Polycarpi, XVIII). Ciała męczenników początkowo były składane w podziemnych katakumbach.
Pierwsze wzmianki o specjalnych grobach męczenników pochodzą z III wieku. Z II wieku pochodzą pierwsze wzmianki o nabożeństwach odprawianych przy ich grobach w rocznice ich śmierci.
Po legalizacji chrześcijaństwa za panowania Konstantyna kult męczenników zyskał na popularności. Szczególnym jego propagatorem był papież Damazy I (366-84). Wielu wiernych starało się zapewnić sobie pochówek w pobliżu grobu męczennika, aby zmartwychwstać razem z nim; często z nadgorliwości uszkadzano przy tym grób męczennika. W średniowieczu popularne stały się długotrwałe, nierzadko wieloletnie pielgrzymki do różnych relikwii męczenników, szczególnie do miejsca ich największego skupienia – Rzymu.
Krytyka kultu męczenników pojawiała się w całej historii chrześcijaństwa, a nasiliła się pod koniec średniowiecza (np. waldensi w XII w., husyci w XV w.). Reformacja całkowicie odrzuciła kult męczenników, jako sprzeczny z zasadą Soli Deo gloria, przy czym protestantyzm uznaje i otacza szacunkiem pamięć o osobach, które oddały swoje życie za wiarę.
Kult męczenników istnieje do dzisiaj w katolicyzmie i prawosławiu, a także w anglikanizmie.

### Anglikanizm[16]
Anglikanizm, jako jedyne wyznanie mające swój początek w reformacji, zachował tradycję upamiętniania specjalnych dni ku czci świętych, w tym także męczenników za wiarę. Część z nich jest także świętymi katolickimi, a ich święto jest obchodzone w tym samym dniu (np. święty Jerzy – patron Anglii). Jednak anglikanizm czci też męczenników, których kult ustał w katolicyzmie oraz nowych męczenników, którzy zginęli za głoszenie poglądów, sprzecznych z doktryną katolicką (np. William Tyndale, męczennicy z Oxfordu, Thomas Cranmer, Nicholas Ridley i Hugh Latimer).
Anglikanizm czci także męczenników ugandyjskich i nowogwinejskich (misjonarzy i konwertytów, zamordowanych w XIX w. i XX w.) oraz wielu zasłużonych współczesnych chrześcijan, niekoniecznie należących do Kościoła anglikańskiego, np. Maksymilian Kolbe, Martin Luther King, Oscar Romero, Dietrich Bonhoeffer i Lucian Tapiedi.
Anglikanizm czci tylko pamięć o tych męczennikach; nie istnieje kult wizerunków, grobów, ani relikwii.

### Katolicyzm[2]

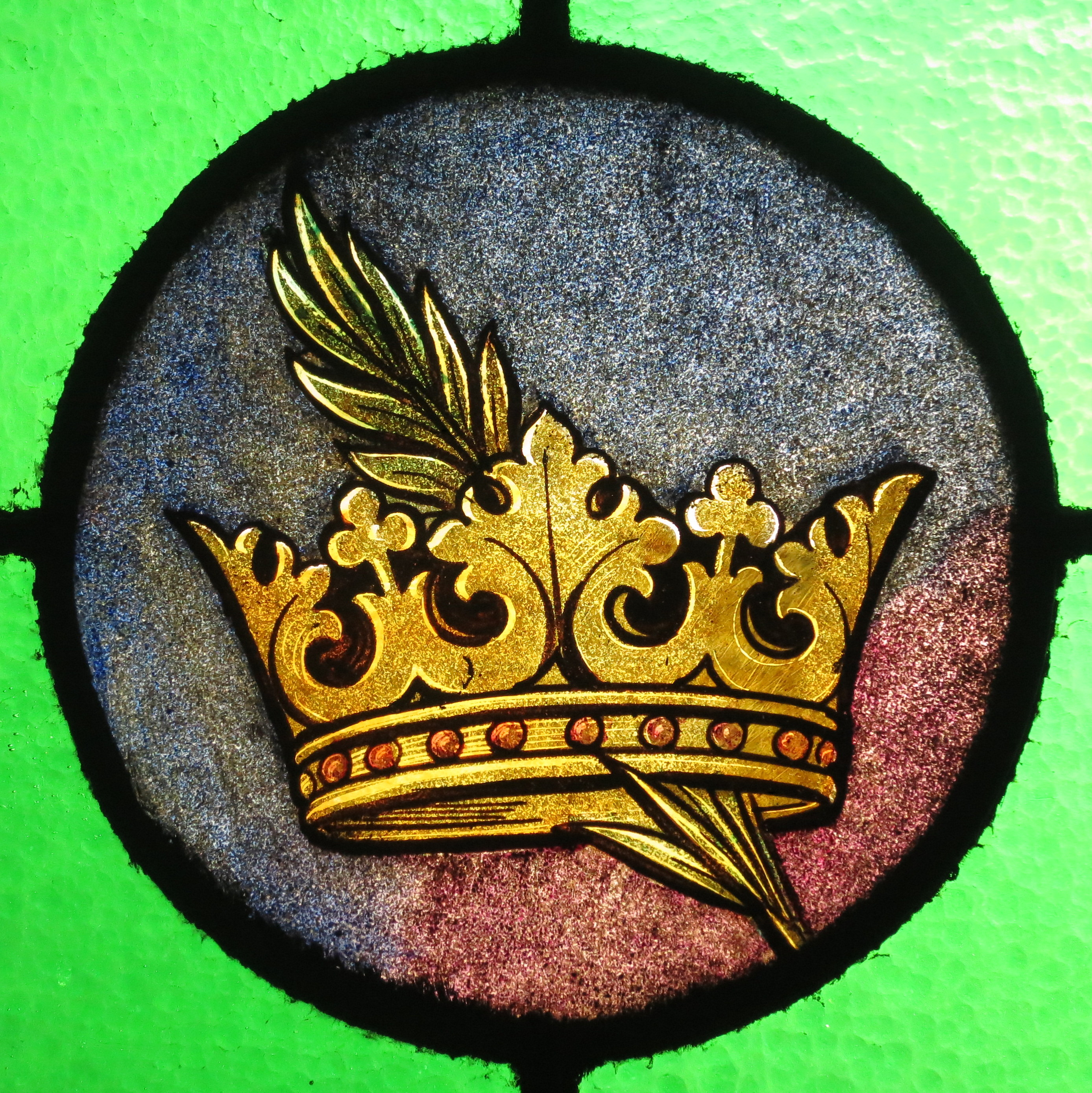
Witraż przedstawiający koronę chwały, kościół pw. Niepokalanego Poczęcia NMP (Immaculate Conception Catholic Church) Knoxville, Tennessee, Stany Zjednoczone

W katolicyzmie męczeństwo było początkowo jednocześnie traktowane jako chrzest z krwi, rozumiany na równi z chrztem z wody. Sobór watykański II określił męczeństwo jako szczególny dar i najwyższą próbę miłości do Jezusa: Do dania więc tego najwyższego świadectwa miłości wobec wszystkich, zwłaszcza wobec prześladowców, niektórzy chrześcijanie zostali powołani już od samego początku i zawsze będą powoływani.
Początkowo uznanie danej osoby za męczennika następowało przez spontaniczne uznanie zasług i cnót przez wiernych oraz duchownych. Począwszy od V w. oficjalne uznanie danej osoby za męczennika następuje w wyniku procesu kanonizacyjnego. W czasie procesu uwzględniane są wszystkie fakty i okoliczności, przesłuchiwani są świadkowie oraz zasięga się opinii biegłych.
Po wydaniu przez biskupa dekretu o rozpoczęciu postępowania kanonizacyjnego, męczennikowi przysługuje tytuł Sługi Bożego, który nie daje prawa do publicznego kultu męczennika. Następnymi etapami procesu zajmuje się Kongregacja Spraw Kanonizacyjnych w Rzymie, która publikuje tzw. „Pozycję”, szczegółowo opisującą fakt męczeństwa, jego motywy i okoliczności.
Szczególną cechą procesów kanonizacyjnych męczenników jest brak obligacji zaistnienia cudu. Ostateczną decyzję o uznaniu męczeństwa podejmuje papież. Beatyfikacja męczennika ustanawia jego kult lokalny, a kanonizacja – jego kult powszechny.
Dzień wspomnienia liturgicznego  reguluje kalendarz liturgiczny.

### Prawosławie[19]
Męczennicy/męczennice (cs. muczeniki, muczenicy) są to w prawosławiu święci, którzy za wiarę w Jezusa Chrystusa byli poddawani torturom i ponieśli męczeńską śmierć. Począwszy od V w. oficjalne uznanie danej osoby za męczennika następuje w wyniku procesu kanonizacyjnego. Nie oznacza to, że świętymi męczennikami są wyłącznie osoby kanonizowane. Istnieją liczni męczennicy anonimowi lub nieznani ogółowi wiernych, których czci się w dniu Wszystkich Świętych.
W prawosławiu czci się wyobrażenia malarskie męczenników (ikony) oraz ich groby i relikwie.
Męczennikom nadaje się następujące tytuły:
- Pierwsi męczennicy (pierwomuczeniki) – tytuł przysługujący świętym, którzy ponieśli śmierć za Chrystusa jako pierwsi; tytuł ten przysługuje wyłącznie arcydiakonowi Stefanowi i równej apostołom Tekli.
- Wielcy męczennicy/Wielkie męczennice (wielikomuczeniki, wielikomuczenicy) – tytuł odnoszący się do świętych, którzy za wiarę w Jezusa Chrystusa ponieśli śmierć, uprzednio będąc poddanymi wyjątkowym torturom i cierpieniom (np. Anastazja, Barbara, Jerzy Zwycięzca, Katarzyna, królowa gruzińska Ketewań, uzdrowiciel Pantelejmon).
- Stratelatesi (stratiłaty) – tytuł przyznawany wojskowym męczennikom za wiarę Chrystusową, niekiedy będący integralną częścią imienia świętego, np. męczennik Andrzej, wielki męczennik Teodor.
- Cierpiętnicy (strastotierpcy) – tytuł przysługujący męczennikom, którzy cierpieli od swych współwyznawców.

Synaksarion zawiera spis kanonizowanych męczenników prawosławnych.

### Protestantyzm
Reformacja odrzuciła całkowicie kult świętych męczenników, jako sprzeczny z Biblią. „Świętymi” nazywa się w protestantyzmie najczęściej wszystkich prawdziwych chrześcijan lub szczególnie uświęconych wiernych Kościoła powszechnego (unika się nazywania „świętym” określonej osoby).
Ogólnie protestantyzm uznaje, że męczennicy, tak jak wszyscy zmarli, oczekują na zmartwychwstanie i nie są w stanie zrobić niczego dla żyjących. Z tego względu męczennicy nie mogą być pośrednikami między wiernymi i Bogiem, ani nie mogą wstawiać się za wiernymi u Boga. Dlatego niekiedy protestantyzm określa kult męczenników jako bałwochwalstwo a nawet nekromancję. Jedynie anglikanizm i w mniejszym stopniu luteranizm zachowują najwięcej z dawnej tradycji katolickiej kultu męczenników.
Luteranizm uważa męczenników za ludzi, którzy otrzymali od Boga wyjątkową łaskę i z tego powodu ich czyny są przykładem dla innych chrześcijan. Chociaż męczennicy modlą się za Kościół powszechny, to nie są pośrednikami między Bogiem i wiernymi, nie należy się do nich modlić, ani otaczać ich kultem.
Luteranizm posiada własny kalendarz liturgiczny, zawierający wykaz osób (różnych w każdym Kościele luterańskim), których pamięć czci się w określone dni. Są wśród nich niektórzy męczennicy wczesnochrześcijańscy, są także prereformacyjni męczennicy, jak np. Jan Hus i nowożytni, np. Dietrich Bonhoeffer, Juliusz Bursche.
W żadnym wyznaniu protestanckim nie istnieje kult męczenników, ich wizerunków, relikwii i grobów.